# Природа (Эмерсон)
«Природа» (англ. «Nature») — философское эссе, опубликованное Ральфом Эмерсоном анонимно в 1836 году и ставшее своеобразным манифестом трансцендентализма (американского романтизма).

## Содержание
Эмерсон критикует современность за «ретроспективность». Бога и природу, по его мнению, нужно воспринимать посредством понимания (англ. insight) и наслаждения (англ. delight), а не через исторические тексты. Он восхищается природой, восхваляет её как «плантацию Бога» и ценит одиночество (англ. solitude) на её лоне. Природа и Душа — это два компонента Вселенной (англ. universe). Под природой Эмерсон понимает фихтеанско-шеллингианское «не-я» (англ. the not me), которое включает в себя всю область мыслимого, в том числе искусство, других людей и даже собственное тело. Однако даже душа человека не противостоит Природе. Она является частью Бога и через неё проходят «токи Универсального Бытия» (англ. the currents of the Universal Being).
Что касается предельных целей (англ. final cause) мира, то Эмерсон называет четыре класса: Удобство, Красота, Язык и Дисциплина. Этим классам посвящены 2, 3, 4 и 5 главы эссе. Под Удобством (англ. Commodity) Природы он понимает её способность доставлять нам наслаждение от пользования её плодами. Под Красотой Эмерсон понимает более тонкое наслаждение (англ. pleasure) от очертаний, цвета и движения природных объектов. Красота движения необходимо содержит духовный компонент и является красотой воли, героизма (англ. heroic act) и добродетели. Любовь к Красоте именуется Вкусом (англ. Taste), тогда как её созидание является Искусством (англ. Art). Язык Эмерсон также относит к естественным феноменам. Природа — символ духа, а слова — знаки (англ. signs) естественных явлений. Эмерсон обращает внимание как удачно природные явления могут выражать нравственные правила и даже истины Евангелия. Под Дисциплиной понимается тот факт, что Природа является великой воспитательницей.
Свою позицию Эмерсон обозначает как идеализм, суть которого заключена в тезисе, что материя — это феномен, а не субстанция.